# Filmfestivalen i Cannes 2021
Den 74:e årliga filmfestivalen i Cannes ägde rum från den 6 till den 17 juli 2021, efter att ursprungligen ha planerats att utföras mellan den 11 och den 22 maj 2021. Den amerikanska regissören Spike Lee blev inbjuden att bli chef för juryn för festivalen för andra gången, efter att covid-19-pandemin i Frankrike sprängde planer på att få honom att leda juryn för filmfestivalen i Cannes 2020.
Det officiella urvalet tillkännagavs den 3 juni 2021. Den franske filmregissören Leos Carax musikfilm Annette var festivalens öppningsfilm. Arthur Harraris Onoda - 10 000 nätter i djungeln öppnade avsnittet Un Certain Regard. Honorärpalmen tilldelades den amerikanska skådespelerskan och filmaren Jodie Foster och den italienska filmaren Marco Bellocchio.
Guldpalmen gick till Titane, regisserad av Julia Ducournau, som blev den andra kvinnliga regissören att vinna priset och den första att inte dela priset med en annan regissör (Jane Campion vann 1993 tillsammans med Chen Kaige ). Vid prisutdelningen den 17 juli 2021 gjorde jurychefen Spike Lee tabben att av misstag tillkännage festivalens högsta prisvinnare i början av kvällen istället för i slutet.
Skådespelerskan Doria Tillier ledde ceremonierna under kvällen.

## Juryer

### Huvudtävling
- Spike Lee, amerikansk regissör, jurypresident
- Mati Diop, fransk-senegalesisk regissör och skådespelerska
- Mylène Farmer, kanadensisk-fransk sångerska och låtskrivare
- Maggie Gyllenhaal, amerikansk skådespelerska, regissör och producent
- Jessica Hausner, österrikisk regissör och manusförfattare
- Mélanie Laurent, fransk skådespelerska och regissör
- Kleber Mendonça Filho, brasiliansk regissör, filmprogrammerare och kritiker
- Tahar Rahim, fransk skådespelare
- Song Kang-ho, sydkoreansk skådespelare

### Un Certain Regard
- Andrea Arnold, brittisk regissör, jurypresident
- Daniel Burman, argentinsk regissör
- Michael Angelo Covino, amerikansk regissör och skådespelare
- Mounia Meddour, algerisk regissör
- Elsa Zylberstein, fransk skådespelerska

### Caméra d'or
- Mélanie Thierry, fransk skådespelerska, jurypresident
- Audrey Abiven, fransk chef för Tri Track (företag efter synkronisering)
- Éric Caravaca, fransk skådespelare och regissör
- Romain Cogitore, fransk regissör, manusförfattare och fotograf
- Laurent Dailland, fransk fotograf
- Pierre-Simon Gutman, fransk kritiker

### Cinéfondation och kortfilmer
- Sameh Alaa, Egyptenisk regissör
- Kaouther Ben Hania, tunisisk regissör
- Carlos Muguiro, spansk regissör
- Tuva Novotny, svensk regissör och skådespelerska
- Nicolas Pariser, fransk regissör
- Alice Winocour, fransk regissör

### Oberoende juryer
Internationella kritikerveckan
- Cristian Mungiu, rumänsk regissör och manusförfattare, jurypresident
- Didar Domehri, fransk producent
- Camélia Jordana, fransk skådespelerska, kompositör och sångerska
- Michel Merkt, schweizisk producent
- Karel Och, tjeckisk konstnärlig ledare för Karlovy Vary International Film Festival

L'Œil d'or
- Ezra Edelman, amerikansk regissör, jurypresident
- Julie Bertuccelli, fransk regissör
- Iris Brey, fransk journalist, författare och kritiker
- Déborah François, belgisk skådespelerska
- Orwa Nyrabia, syrisk regissör, producent och konstnärlig ledare för International Documentary Film Festival Amsterdam

Queer Palm
- Nicolas Maury, fransk skådespelare och regissör, jurypresident
- Josza Anjembe, fransk regissör, manusförfattare och journalist
- Roxane Mesquida, fransk skådespelerska
- Vahram Muratyan, fransk konstnär och grafisk formgivare
- Aloïse Sauvage, fransk skådespelerska och sångerska

## Officiellt urval

### Guldpalmen
Följande filmer valdes ut för att tävla om Guldpalmen:
| Engelsk titel                 | Originaltitel                                  | Regissör (er)             | Produktionsantal (er)                                           |
| ----------------------------- | ---------------------------------------------- | ------------------------- | --------------------------------------------------------------- |
| Ahed's Knee                   | הַבֶּרֶךְ (Habereḵ)                                 | Nadav Lapid               | Israel, Frankrike                                               |
| Annette (öppningsfilm)        | Annette                                        | Leos Carax                | Frankrike, Tyskland, Belgien                                    |
| Benedetta (QP)                | Benedetta                                      | Paul Verhoeven            | Frankrike, Nederländerna                                        |
| Bergman Island                | Bergman Island                                 | Mia Hansen-Løve           | Brasilien, Frankrike, Tyskland, Mexiko                          |
| Casablanca Beats              | Haut et fort                                   | Nabil Ayouch              | Marocko, Frankrike                                              |
| Compartment No. 6 (QP)        | Hytti nro 6                                    | Juho Kuosmanen            | Ryssland, Finland                                               |
| The Divide (QP)               | La Fracture                                    | Catherine Corsini         | Frankrike                                                       |
| Drive My Car                  | ド ラ イ ブ ・ マ イ ・ カ ー (Doraibu mai kā) | Ryusuke Hamaguchi         | Japan                                                           |
| Everything Went Fine (QP)     | Tout s'est bien passé                          | François Ozon             | Frankrike                                                       |
| Flag Dag                      | Flag Dag                                       | Sean Penn                 | Förenta staterna                                                |
| Frankrike                     | Frankrike                                      | Bruno Dumont              | Frankrike, Italien, Tyskland, Belgien                           |
| The French Dispatch           | The French Dispatch                            | Wes Anderson              | Förenta staterna                                                |
| A Hero                        | قهرمان ( Ghahreman )                           | Asghar Farhadi            | Iran                                                            |
| Lingui                        | Lingui                                         | Mahamat Saleh Haroun      | Belgien, Tchad, Frankrike, Tyskland                             |
| Memoria                       | Memoria                                        | Apichatpong Weerasethakul | Colombia, Frankrike, Tyskland, Mexiko, Thailand, Storbritannien |
| Nitram                        | Nitram                                         | Justin Kurzel             | Australien, Storbritannien                                      |
| Paris, 13th District (QP)     | Les Olympiades                                 | Jacques Audiard           | Frankrike                                                       |
| Petrov's Flu                  | Петровы в гриппе (Petrоvy v grippe)            | Kirill Serebrennikov      | Frankrike, Tyskland, Ryssland, Schweiz                          |
| Red Rocket                    | Red Rocket                                     | Sean Baker                | Förenta staterna                                                |
| The Restless                  | Les Intranquilles                              | Joachim Lafosse           | Belgien, Frankrike                                              |
| The Story of My Wife          | En feleségem története                         | Ildikó Enyedi             | Ungern, Frankrike, Tyskland, Italien                            |
| Three Floors                  | Tre piani                                      | Nanni Moretti             | Italien, Frankrike                                              |
| Titane (QP)                   | Titane (QP)                                    | Julia Ducournau           | Belgien, Frankrike                                              |
| The Worst Person in the World | Verdens verste menneske                        | Joachim Trier             | Norge, Sverige, Frankrike                                       |

(QP) indikerar film i tävling om Queer Palm.

### Un Certain Regard
Följande filmer valdes ut för att tävla i avsnittet Un Certain Regard:
| Engelsk titel                                      | Originaltitel                       | Regissör (er)                | Produktionsland                                    |
| -------------------------------------------------- | ----------------------------------- | ---------------------------- | -------------------------------------------------- |
| After Yang                                         | After Yang                          | Kogonada                     | Förenta staterna                                   |
| Blue Bayou                                         | Blue Bayou                          | Justin Chon                  | Förenta staterna                                   |
| Bonne mère                                         | Bonne mère                          | Hafsia Herzi                 | Frankrike                                          |
| Commitment Hasan                                   | Bağlılık Hasan                      | Semih Kaplanoğlu             | Turkey                                             |
| Freda (CdO)                                        | Freda (CdO)                         | Gessica Généus               | Haiti                                              |
| Gaey Wa'r (CdO)                                    | Gaey Wa'r (CdO)                     | Jiazuo Na                    | Kina                                               |
| Great Freedom (QP)                                 | Große Freiheit                      | Sebastian Meise              | Österrike                                          |
| House Arrest                                       | Дело (Delo)                         | Aleksey German, Jr.          | Russia                                             |
| The Innocents                                      | De uskyldige                        | Eskil Vogt                   | Danmark, Finland, Norge, Sverige, Förenta staterna |
| La Civil (CdO)                                     | La Civil (CdO)                      | Teodora Mihai                | Belgien, Mexiko, Rumänien                          |
| Lamb (CdO)                                         | Dýrið                               | Valdimar Jóhannsson          | Iceland, Poland, Sverige                           |
| Let There Be Morning                               | תן לזה להיות בוקר                   | Eran Kolirin                 | Israel                                             |
| Moneyboys (CdO, QP)                                | Moneyboys (CdO, QP)                 | C.B. Yi                      | Österrike, Belgien, Frankrike, Taiwan              |
| My Brothers and I (CdO)                            | Mes frères et moi                   | Yohan Manca                  | Frankrike                                          |
| Onoda – 10,000 Nights in the Jungle (opening film) | Onoda, 10 000 nuits dans la jungle  | Arthur Harari                | Frankrike, Tyskland, Belgien, Italien              |
| Prayers for the Stolen                             | Noche de fuego                      | Tatiana Huezo                | Mexiko                                             |
| Rehana Maryam Noor                                 | রেহানা মরিয়ম নূর                         | Abdullah Mohammad Saad       | Bangladesh                                         |
| Playground (CdO)                                   | Un monde                            | Laura Wandel                 | Belgien                                            |
| Unclenching the Fists                              | Разжимая кулаки (Razzhimaja kulaki) | Kira Kovalenko               | Russia                                             |
| Women Do Cry (QP)                                  | Жените плачат (Zhenite plachat)     | Vesela Kazakova, Mina Mileva | Bulgaria, Frankrike                                |

(CdO) indikerar film som är berättigad till Caméra d'Or som en regidebut.
(QP) indikerar film i tävling om Queer Palm.

### Utom tävlan
Följande filmer valdes ut för visning utom tävlan:
| Engelsk titel                                 | Originaltitel                           | Regissör (er)                      | Produktionsland   |
| --------------------------------------------- | --------------------------------------- | ---------------------------------- | ----------------- |
| Aline, the Voice of Love                      | Aline                                   | Valérie Lemercier                  | Canada, Frankrike |
| BAC Nord                                      | BAC Nord                                | Cédric Jimenez                     | Frankrike         |
| Emergency Declaration                         | 비상선언 (Bisangseongeon)               | Han Jae-rim                        | South Korea       |
| In His Lifetime                               | De son vivant                           | Emmanuelle Bercot                  | Frankrike         |
| OSS 117: From Africa with Love (closing film) | OSS 117 : Alerte rouge en Afrique noire | Nicolas Bedos                      | Frankrike         |
| Stillwater                                    | Stillwater                              | Tom McCarthy                       | Förenta staterna  |
| The Velvet Underground                        | The Velvet Underground                  | Todd Haynes                        | Förenta staterna  |
| Where Is Anne Frank                           | Where Is Anne Frank                     | Ari Folman                         | Israel            |
| Midnight screenings                           |                                         |                                    |                   |
| Bloody Oranges                                | Oranges sanguines                       | Jean-Christophe Meurisse           | Frankrike         |
| Suprêmes                                      | Suprêmes                                | Audrey Estrougo                    | Frankrike         |
| Tralala                                       | Tralala                                 | Arnaud Larrieu, Jean-Marie Larrieu | Frankrike         |

### Cannes premiär
Följande filmer valdes ut för att visas i Cannes Premiere-sektion:
| Engelsk titel                            | Originaltitel                                     | Regissör (er)        | Produktionsland    |
| ---------------------------------------- | ------------------------------------------------- | -------------------- | ------------------ |
| Belle                                    | Belle: Ryū to Sobakasu no Hime (竜とそばかすの姫) | Mamoru Hosoda        | Japan              |
| Cow                                      | Cow                                               | Andrea Arnold        | Storbritannien     |
| Deception                                | Tromperie                                         | Arnaud Desplechin    | Frankrike          |
| Evolution                                | Evolúció                                          | Kornél Mundruczó     | Hungary            |
| Hold Me Tight                            | Serre-moi fort                                    | Mathieu Amalric      | Frankrike          |
| In Front of Your Face                    | 당신의 얼굴 앞에서                                | Hong Sang-soo        | South Korea        |
| Jane by Charlotte (CdO)                  | Jane par Charlotte                                | Charlotte Gainsbourg | Frankrike          |
| JFK Revisited: Through the Looking Glass | JFK Revisited: Through the Looking Glass          | Oliver Stone         | Förenta staterna   |
| Love Songs for Tough Guys                | Cette musique ne joue pour personne               | Samuel Benchetrit    | Frankrike          |
| Marx Can Wait                            | Marx può aspettare                                | Marco Bellocchio     | Italien            |
| Mothering Sunday                         | Mothering Sunday                                  | Eva Husson           | Storbritannien     |
| Val                                      | Val                                               | Ting Poo, Leo Scott  | Förenta staterna   |
| Vortex                                   | Vortex                                            | Gaspar Noé           | Argentina, Italien |

(CdO) indikerar film som är berättigad till Caméra d'Or som en regidebut.

### Särskilda visningar
| Engelsk titel                            | Originaltitel                            | Regissör (er) | Produktionsland                                    |
| ---------------------------------------- | ---------------------------------------- | --- | -------------------------------------------------- |
| Mariner of the Mountains                 | O Marinheiro das Montanhas               | Karim Aïnouz | Brasilien                                          |
| Black Notebooks                          | Black Notebooks                          | Shlomi Elkabetz | Israel                                             |
| Babi Yar. Context                        | Babi Yar. Context                        | Sergei Loznitsa | Ukraina                                            |
| Mi iubita, mon amour (CdO)               | Mi iubita, mon amour (CdO)               | Noémie Merlant | Frankrike                                          |
| New Worlds, The Cradle of a Civilization | New Worlds, The Cradle of a Civilization | Andrew Muscato | Grekland, Förenta staterna                         |
| Les Héroïques (CdO)                      | Les Héroïques (CdO)                      | Maxime Roy | Frankrike                                          |
| Are You Lonesome Tonight? (CdO)          | Are You Lonesome Tonight? (CdO)          | Wen Shipei | Kina                                               |
| H6 (CdO)                                 | H6 (CdO)                                 | Yé Yé | Frankrike                                          |
| The Year of the Everlasting Storm        | The Year of the Everlasting Storm        | Jafar Panahi, Anthony Chen, Malik Vitthal, Laura Poitras, Dominga Sotomayor Castillo, David Lowery, Apichatpong Weerasethakul | Iran, Singapore, Förenta staterna, Chile, Thailand |
| Revolution of Our Times(zh)              | Revolution of Our Times(zh)              | Kiwi Chow | Hong Kong                                          |

(CdO) indikerar film som är berättigad till Caméra d'Or som en regidebut.

### Bio för klimatet
Tillfällig sektion för filmer om miljö:
| Engelsk titel          | Originaltitel          | Regissör (er) | Produktionsland  |
| ---------------------- | ---------------------- | ------------- | ---------------- |
| Above Water            | Marcher sur l'eau      | Aïssa Maïga   | Niger, Frankrike |
| Animal                 | Animal                 | Cyril Dion    | Frankrike        |
| Bigger Than Us         | Bigger Than Us         | Flore Vasseur | Frankrike        |
| The Crusade            | La Croisade            | Louis Garrel  | Frankrike        |
| I Am So Sorry          | I Am So Sorry          | Zhao Liang    | Frankrike, Kina  |
| Invisible Demons       | Invisible Demons       | Rahul Jain    | India            |
| La Panthère des neiges | La Panthère des neiges | Marie Amiguet | Frankrike        |

### Kortfilmer
Av 3 739 bidrag valdes följande filmer ut för att tävla om Guldpalmen för bästa kortfilm.
| Engelsk titel              | Originaltitel              | Regissör (er)         | Produktionsland         |
| -------------------------- | -------------------------- | --------------------- | ----------------------- |
| North Pole                 | Severen Pol                | Marija Apcevska       | North Macedonia, Serbia |
| Displaced                  | Pa Vend                    | Samir Karahoda        | Kosovo                  |
| In the Soil                | Det er i jorden            | Casper Kjeldsen       | Danmark                 |
| Orthodontics               | Orthodontics               | Mohammadreza Mayghani | Iran                    |
| The Right Words (QP)       | Haut les coeurs            | Adrian Moyse Dullin   | Frankrike               |
| Through the Haze           | Noite turva                | Diogo Salgado         | Portugal                |
| Sideral                    | Sideral                    | Carlos Segundo        | Brasilien, Frankrike    |
| All the Crows in the World | All the Crows in the World | Tang Yi               | Hong Kong               |
| August Sky                 | Céu de Agosto              | Jasmin Tenucci        | Brasilien, Iceland      |
| Absence                    | Xue Yun                    | Wu Lang               | Kina                    |

(QP) indikerar film i tävling om Queer Palm.

### Cinéfondation
Cinéfondation fokuserar på filmer gjorda av studenter på filmskolor. Följande 17 bidrag (varav 13 spelfilmer och 4 animerade filmer) valdes ut från 1 835 bidrag. Fyra av de utvalda filmerna representerar skolor som deltar i Cinéfondation för första gången.
| Engelsk titel                | Originaltitel                                | Regissör (er)             | School                                       |
| ---------------------------- | -------------------------------------------- | ------------------------- | -------------------------------------------- |
| Billy Boy (QP)               | Billy Boy (QP)                               | Sacha Amaral              | Universidad Nacional de las Artes, Argentina |
| Love Stories on the Move     | Prin oraș circulă scurte povești de dragoste | Carina-Gabriela Dașoveanu | UNATC I.L.Caragiale, Rumänien                |
| The Salamander Child         | L'enfant salamandre                          | Théo Degen                | INSAS, Belgien                               |
| Beasts Among Us              | Bestie wokół nas                             | Natalia Durszewicz        | Łódź Film School, Poland                     |
| The Cat from the Deep Sea    | Oyogeruneko                                  | Huang Menglu              | Musashino Art University, Japan              |
| Other Half                   | Other Half                                   | Lina Kalcheva             | NFTS, Storbritannien                         |
| Night Visit                  | הביקור                                       | Mya Kaplan                | Tel Aviv University, Israel                  |
| Bill and Joe Go Duck Hunting | Bill and Joe Go Duck Hunting                 | Auden Lincoln-Vogel       | University of Iowa, Förenta staterna         |
| Frida (QP)                   | Frida (QP)                                   | Aleksandra Odić           | DFFB, Tyskland                               |
| Red Shoes                    | Rudé boty                                    | Anna Podskalská           | FAMU, Czech Republic                         |
| The Fall of the Swift (QP)   | La Caída del vencejo                         | Gonzalo Quincoces         | ESCAC, Spanien                               |
| Cantareira                   | Cantareira                                   | Rodrigo Ribeyro           | Academia Internacional de Cinema, Brasilien  |
| Fonica M-120                 | Fonica M-120                                 | Olivér Rudolf             | SZFE, Hungary                                |
| Free Men                     | Frie Mænd                                    | Óskar Kristinn Vignisson  | Den Danske Filmskole, Danmark                |
| King Max (QP)                | King Max (QP)                                | Adèle Vincenti-Crasson    | La Fémis, Frankrike                          |
| Saint Android                | Saint Android                                | Lukas Von Berg            | Film Academy Baden-Württemberg, Tyskland     |
| Cicada (QP)                  | Cicada (QP)                                  | Yoon Daewoen              | K-ARTS, South Korea                          |

(QP) indikerar film i tävling om Queer Palm.

### Cannes Classics
Programmet för Cannes Classics-sektionen tillkännagavs den 22 juni 2021.

#### Restaureringar
| Engelsk titel                       | Originaltitel                       | Regissör (er)                         | Produktionsland                              |
| ----------------------------------- | ----------------------------------- | ------------------------------------- | -------------------------------------------- |
| Black Orpheus (1959)                | Orfeu Negro                         | Marcel Camus                          | Frankrike, Brasilien, Italien                |
| The Cassandra Cat (1963)            | Až přijde kocour                    | Vojtěch Jasný                         | Czechoslovakia                               |
| Dancing in the Dust (1989)          | Bal Poussière                       | Henri Duparc                          | Ivory Coast                                  |
| Dear Louise (1972)                  | Chère Louise                        | Philippe de Broca                     | Frankrike, Italien                           |
| Demon Pond (1979)                   | 夜叉ケ池 / Yashagaike               | Masahiro Shinoda                      | Japan                                        |
| Diary for My Children (1983)        | Napló gyermekeimnek                 | Márta Mészáros                        | Hungary                                      |
| The Double Life of Veronique (1991) | La Double vie de Véronique          | Krzysztof Kieślowski                  | Frankrike, Poland, Norge                     |
| F for Fake (1973)                   | F for Fake (1973)                   | Orson Welles                          | Frankrike, Iran, West Tyskland               |
| The Flowers of St. Francis (1950)   | Frankrikesco, giullare di Dio       | Roberto Rossellini                    | Italien                                      |
| The Fourteenth Day (1960)           | Дан четрнаести / Dan četrnaesti     | Zdravko Velimirović                   | Yugoslavia                                   |
| Friendship's Death (1987)           | Friendship's Death (1987)           | Peter Wollen                          | Storbritannien                               |
| The Hussy (1978)                    | La Drôlesse                         | Jacques Doillon                       | Frankrike                                    |
| I Know Where I'm Going! (1945)      | I Know Where I'm Going! (1945)      | Michael Powell and Emeric Pressburger | Storbritannien                               |
| The Killing Floor (1985)            | The Killing Floor (1985)            | Bill Duke                             | Förenta staterna                             |
| Letter from an Unknown Woman (1948) | Letter from an Unknown Woman (1948) | Max Ophüls                            | Förenta staterna                             |
| Lumumba, Death of a Prophet (1990)  | Lumumba, la mort d'un prophète      | Raoul Peck                            | Frankrike, Tyskland, Schweiz, Belgien, Haiti |
| The Moon has Risen (1955)           | 月は上りぬ / Tsuki wa noborinu      | Kinuyo Tanaka                         | Japan                                        |
| Mulholland Drive (2001)             | Mulholland Drive (2001)             | David Lynch                           | Förenta staterna, Frankrike                  |
| Murder in Harlem (1935)             | Murder in Harlem (1935)             | Oscar Micheaux                        | Förenta staterna                             |
| Not Delivered (1957)                | Échec au porteur                    | Gilles Grangier                       | Frankrike                                    |
| The Path (1958)                     | El Camino                           | Ana Mariscal                          | Spanien                                      |
| Path of Hope (1950)                 | Il Cammino della speranza           | Pietro Germi                          | Italien                                      |
| Repentance (1987)                   | მონანიება / Monanieba               | Tengiz Abuladze                       | Soviet Union (Georgia)                       |
| The War Is Over (1966)              | La Guerre est finie                 | Alain Resnais                         | Frankrike                                    |

#### Dokumentärer
| Engelsk titel                                      | Originaltitel                                      | Regissör (er)       | Produktionsland  |
| -------------------------------------------------- | -------------------------------------------------- | ------------------- | ---------------- |
| All About Yves Montand                             | Montand est à nous                                 | Yves Jeuland        | Frankrike        |
| Buñuel, un cineasta surrealista                    | Buñuel, un cineasta surrealista                    | Javier Espada       | Spanien          |
| Flickering Ghosts of Love Gone By                  | Et j'aime à la fureur                              | André Bonzel        | Frankrike        |
| Oscar Micheaux - The Superhero of Black Filmmaking | Oscar Micheaux - The Superhero of Black Filmmaking | Frankrikesco Zippel | Italien          |
| Satoshi Kon, l'illusioniste                        | Satoshi Kon, l'illusioniste                        | Pascal-Alex Vincent | Frankrike, Japan |
| The Storms of Jeremy Thomas                        | The Storms of Jeremy Thomas                        | Mark Cousins        | Storbritannien   |
| The Story of Film: A New Generation                | The Story of Film: A New Generation                | Mark Cousins        | Storbritannien   |

### Cinéma de la plage
Följande filmer har valts ut för att tävlas i sektionen "Cinéma de la plage".
| Engelsk titel                 | Originaltitel                       | Regissör (er)      | Produktionsland                  |
| ----------------------------- | ----------------------------------- | ------------------ | -------------------------------- |
| Amélie                        | Le Fabuleux destin d'Amélie Poulain | Jean-Pierre Jeunet | Frankrike                        |
| Black Cat, White Cat          | Crna mačka, beli mačor              | Emir Kusturica     | Jugoslavien, Frankrike, Tyskland |
| David Byrne's American Utopia | David Byrne's American Utopia       | Spike Lee          | Förenta staterna                 |
| F9                            | F9                                  | Justin Lin         | Förenta staterna                 |
| In the Mood for Love          | 花樣年華 (Fa yeung nin wa)          | Wong Kar-wai       | Hong Kong                        |
| JFK (Director's cut)          | JFK (Director's cut)                | Oliver Stone       | Förenta staterna                 |
| Lovers Rock                   | Lovers Rock                         | Steve McQueen      | Storbritannien, Förenta staterna |
| Scarecrow                     | Scarecrow                           | Jerry Schatzberg   | Förenta staterna                 |
| The Summit of the Gods        | Le Sommet des Dieux                 | Patrick Imbert     | Frankrike, Luxembourg            |
| Tom Medina                    | Tom Medina                          | Tony Gatlif        | Frankrike                        |

## Parallella sektioner

### Internationella kritikerveckan
Följande filmer valdes ut för att visas under Internationella kritikerveckan.

#### Bidrag
| Engelsk titel                | Originaltitel                | Regissör (er)                   | Produktionsland                             |
| ---------------------------- | ---------------------------- | ------------------------------- | ------------------------------------------- |
| The Gravedigger's Wife (CdO) | The Gravedigger's Wife (CdO) | Khadar Ayderus Ahmed            | Finland, Tyskland, Frankrike                |
| Feathers (CdO)               | Feathers (CdO)               | Omar El Zohairy                 | Frankrike, Egypten, Nederländerna, Grekland |
| Olga (CdO)                   | Olga (CdO)                   | Elie Grappe                     | Schweiz, Ukraina, Frankrike                 |
| Zero Fucks Given (CdO)       | Rien à foutre                | Julie Lecoustre, Emmanuel Marre | Frankrike, Belgien                          |
| Libertad (CdO)               | Libertad (CdO)               | Clara Roquet                    | Spanien, Belgien                            |
| Small Body (CdO)             | Piccolo Corpo                | Laura Samani                    | Italien, Frankrike, Belgien                 |
| Amparo (CdO)                 | Amparo (CdO)                 | Simón Mesa Soto                 | Colombia, Sverige, Tyskland, Qatar          |

(CdO) indikerar film som är berättigad till Caméra d'Or som en regidebut.

#### Kortfilmer
| Engelsk titel                 | Originaltitel                 | Regissör (er)         | Produktionsland            |
| ----------------------------- | ----------------------------- | --------------------- | -------------------------- |
| Safe                          | Safe                          | Ian Barling           | Förenta staterna           |
| Intercom 15                   | Interfon 15                   | Andrei Epure          | Rumänien                   |
| On Solid Ground (QP)          | Über Wasser                   | Jela Hasler           | Schweiz                    |
| Lili Alone                    | Duo Li                        | Zou Jing              | Kina, Hong Kong, Singapore |
| Inherent                      | Inherent                      | Nicolai G.H. Johansen | Danmark                    |
| Soldat noir                   | Soldat noir                   | Jimmy Laporal-Trésor  | Frankrike                  |
| Noir-soleil                   | Noir-soleil                   | Marie Larrivé         | Frankrike                  |
| Brutalia, Days of Labour (QP) | Brutalia, Days of Labour (QP) | Manolis Mavris        | Grekland, Belgien          |
| If It Ain't Broke             | Ma Shelo Nishbar              | Elinor Nechemya       | Israel                     |
| An Invitation                 | Fang Ke                       | Hao Zhao, Yeung Tung  | Kina                       |

(QP) indikerar film i tävling om Queer Palm.

#### Särskilda visningar
| Engelsk titel                                                 | Originaltitel                    | Regissör (er)              | Produktionsland |
| ------------------------------------------------------------- | -------------------------------- | -------------------------- | --------------- |
| Anaïs in Love (60th anniversary special screening) (CdO) (QP) | Les Amours d'Anaïs               | Charline Bourgeois-Tacquet | Frankrike       |
| A Tale of Love and Desire (closing film)                      | Une histoire d'amour et de désir | Leyla Bouzid               | Frankrike       |
| A Radiant Girl (CdO)                                          | Une jeune fille qui va bien      | Sandrine Kiberlain         | Frankrike       |
| Bruno Reidal, Confession of a Murderer (CdO) (QP)             | Bruno Reidal                     | Vincent Le Port            | Frankrike       |
| Robust (opening film) (CdO)                                   | Robuste                          | Constance Meyer            | Frankrike       |
| Softie (QP)                                                   | Petite Nature                    | Samuel Theis               | Frankrike       |

(CdO) indikerar film som är berättigad till Caméra d'Or som en regidebut.
(QP) indikerar film i tävling om Queer Palm.

#### Inbjudan
Filmer från Morelia International Film Festival:
| Engelsk titel              | Originaltitel               | Regissör (er)            | Produktionsland |
| -------------------------- | --------------------------- | ------------------------ | --------------- |
| Bisho                      | Bisho                       | Pablo Giles              | Mexiko          |
| A Face Covered with Kisses | Un rostro cubierto de besos | Mariano Renteria Garnica | Mexiko          |
| La Oscuridad               | La Oscuridad                | Jorge Sistos Moreno      | Mexiko          |
| Pinky Promise              | Pinky Promise               | Indra Villaseñor Amador  | Mexiko          |

### Directors' Fortnight
Följande filmer valdes ut för att visas i sektionen Directors Fortnight

#### Filmer
| Engelsk titel                            | Originaltitel                    | Regissör (er)                                         | Produktionsland                           |
| ---------------------------------------- | -------------------------------- | ----------------------------------------------------- | ----------------------------------------- |
| A Chiara                                 | A Chiara                         | Jonas Carpignano                                      | Italien, Förenta staterna                 |
| A Night of Knowing Nothing (CdO)         | A Night of Knowing Nothing (CdO) | Payal Kapadia                                         | India                                     |
| Ali &amp; Ava                            | Ali &amp; Ava                    | Clio Barnard                                          | Storbritannien                            |
| Clara Sola (CdO)                         | Clara Sola (CdO)                 | Nathalie Álvarez Mesen                                | Sverige, Costa Rica                       |
| A Brighter Tomorrow (CdO)                | De bas étage                     | Yassine Qnia                                          | Frankrike                                 |
| Journal de Tûoa, The Tsugua Diaries      | Diários de Otsoga                | Miguel Gomes, Maureen Fazendeiro                      | Portugal                                  |
| The Employer and the Employee            | El empleado y el patron          | Manuel Nieto Zas                                      | Uruguay                                   |
| The Braves                               | Entre les vagues                 | Anaïs Volpé                                           | Frankrike                                 |
| Europa                                   | Europa                           | Haider Rashid                                         | Italien                                   |
| Futura                                   | Futura                           | Pietro Marcello, Frankrikesco Munzi, Alice Rohrwacher | Italien                                   |
| Întregalde                               | Întregalde                       | Radu Muntean                                          | Rumänien                                  |
| Hit the Road (CdO)                       | جاده خاکی (Jadde khaki)          | Panah Panahi                                          | Iran                                      |
| Magnetic Beats (CdO)                     | Les Magnétiques                  | Vincent Maël Cardona                                  | Frankrike                                 |
| The Hill Where Lionesses Roar (CdO) (QP) | Luaneshat e kodrës               | Luàna Bajrami                                         | Frankrike, Kosovo                         |
| Medusa                                   | Medusa                           | Anita Rocha da Silveira                               | Brasilien                                 |
| Our Men                                  | Mon légionnaire                  | Rachel Lang                                           | Frankrike, Belgien                        |
| Murina (CdO)                             | Murina (CdO)                     | Antoneta Alamat Kusijanović                           | Croatia, Förenta staterna, Brasilien      |
| Neptune Frost (QP)                       | Neptune Frost (QP)               | Saul Williams, Anisia Uzeyman                         | Rwanda, Förenta staterna                  |
| Between Two Worlds                       | Ouistreham                       | Emmanuel Carrère                                      | Frankrike                                 |
| The Tale of King Crab                    | Re Granchio                      | Alessio Rigo de Righi, Matteo Zoppis                  | Italien, Argentina, Frankrike             |
| Returning to Reims (Fragments) (QP)      | Retour à Reims (Fragments)       | Jean-Gabriel Périot                                   | Frankrike                                 |
| The Souvenir Part II                     | The Souvenir Part II             | Joanna Hogg                                           | Förenta staterna, Storbritannien, Ireland |
| Ripples of Life                          | Yong an zhen gu shi ji           | Shujun Wei                                            | Kina                                      |
| The Sea Ahead (CdO)                      | البحر أمامكم                     | Ely Dagher                                            | Libanon, Belgien, Förenta staterna, Qatar |

(CdO) indikerar film som är berättigad till Caméra d'Or som en regidebut.
(QP) indikerar film i tävling om Queer Palm.

#### Särskilda visningar
| Engelsk titel     | Originaltitel     | Regissör (er)     | Produktionsland                  |
| ----------------- | ----------------- | ----------------- | -------------------------------- |
| Monrovia, Indiana | Monrovia, Indiana | Frederick Wiseman | Förenta staterna                 |
| The Souvenir      | The Souvenir      | Joanna Hogg       | Storbritannien, Förenta staterna |

#### Korta och medellånga filmer
| Engelsk titel         | Originaltitel                       | Regissör (er)               | Produktionsland  |
| --------------------- | ----------------------------------- | --------------------------- | ---------------- |
| The Vandal            | The Vandal                          | Eddie Alcazar               | Förenta staterna |
| When Night Meets Dawn | Când noaptea se întâlnește cu zorii | Andreea Cristina Borțun     | Rumänien         |
| Simone Is Gone (QP)   | Simone est partie                   | Mathilde Chavanne           | Frankrike        |
| The Parents' Room     | The Parents' Room                   | Diego Marcon                | Italien          |
| The Windshield Viper  | The Windshield Viper                | Alberto Mielgo              | Spanien          |
| Anxious Body          | Anxious Body                        | Yoriko Mizushiri            | Japan, Frankrike |
| Sycorax               | Sycorax                             | Lois Patiño, Matías Piñeiro | Spanien          |
| The Sidereal Space    | El Espacio sideral                  | Sebastián Schjaer           | Argentina        |
| Train Again           | Train Again                         | Peter Tscherkassky          | Österrike        |

(QP) indikerar film i tävling om Queer Palm.

## Utmärkelser

### Officiella utmärkelser

#### I tävling
Följande utmärkelser delades ut för filmer som visas i tävling:
- Palme d'Or: Titane av Julia Ducournau
- Grand Prix:
  - A Hero av Asghar Farhadi
  - Compartment No. 6 av Juho Kuosmanen
- Jurypriset:
  - Ahed's Knee av Nadav Lapid
  - Memoria av Apichatpong Weerasethakul
- Bästa regissör: Leos Carax för Annette
- Bästa skådespelerska: Renate Reinsve för The worst Person in the World
- Bästa skådespelare: Caleb Landry Jones för Nitram
- Bästa manus: Ryusuke Hamaguchi & Takamasa Oe för Drive My Car

#### Un Certain Regard
- Prix Un certain regard: Unclenching the Fists av Kira Kovalenko
- Un certain regard - jurypris: Great Freedom av Sebastian Meise
- Un certain regard - Prix d'Ensemble: Bonne mère av Hafsia Herzi
- Un certain regard - Prix de l'Audace: La Civil av Teodora Mihai
- Un certain regard - priset för originalitet: Lamb av Valdimar Jóhannsson
- Un certain regard - hedersomnämnande: Prayers for the Stolen av Tatiana Huezo

#### Gyllene kamera
- Caméra d'Or: Murina av Antoneta Alamat Kusijanović

#### Kortfilmer
- Guldpalmen för bästa kortfilm: All the Crows in the World av Tang Yi
- Särskilt omnämnande: August Sky av Jasmin Tenucci

#### Cinéfondation
- Första pris: The Salamander Child by Théo Degen
- Andra pris: Cicada by Yoon Daewoen
- Tredje pris: 
  - Love Stories on the Move by Carina-Gabriela Daşoveanu
  - Cantareira by Rodrigo Ribeyro

#### Hederspalmen
- Hederspalmen: Jodie Foster och Marco Bellocchio

### Oberoende utmärkelser

#### FIPRESCI-priser
- I tävlan: Drive My Car by Ryusuke Hamaguchi
- Un Certain Regard: Playground by Laura Wandel
- Parallel section: Feathers by Omar El Zohairy (Internationella kritikerveckan)

#### Ekumeniskt pris
- Pris för den ekumeniska juryn: Drive My Car av Ryusuke Hamaguchi
- Särskilt omnämnande: Compartment No. 6 av Juho Kuosmanen

#### Internationella kritikerveckan
- Grand prix Nespresso: Feathers av Omar El Zohairy
- Prix Découverte Leitz Cine du court métrage: Lili Alone av Zou Jing
- Prix Louis Roederer de la révélation : Sandra Melissa Torres för Amparo

#### Quinzaine des réalisateurs
- Label Europa Cinemas för bästa europeiska film: A Chiara av Jonas Carpignano
- Prix SACD för bästa franskspråkiga film: Magnetic Beats av Vincent Maël Cardona
- Carrosse d'Or: Frederick Wiseman

#### L'Œil d'or
- L'Œil d'or: A Night of Knowing Nothing av Payal Kapadia

#### Queerpalmen
- Queerpalmen: The Divide av Catherine Corsini

#### Prix François-Chalais
- Prix François-Chalais: A Hero av Asghar Farhadi
- Särskilt omnämnande: Freda av Gessica Généus

#### Cannes Soundtrack Award
- Cannes Soundtrack Award:
  - Ron Mael & Russell Mael för Annette
  - Rone för Paris, 13th District

#### Palmhunden
- Palm Dog Award: Rosie, Dora och Snowbear för The Souvenir Part II

#### Trophée Chopard
- Trophée Chopard: Jessie Buckley och Kingsley Ben-Adir